# 802-й истребительный авиационный полк ПВО
802-й истребительный авиационный полк (802-й иап) — воинская часть истребительной авиации, принимавшая участие в боевых действиях Великой Отечественной войны.

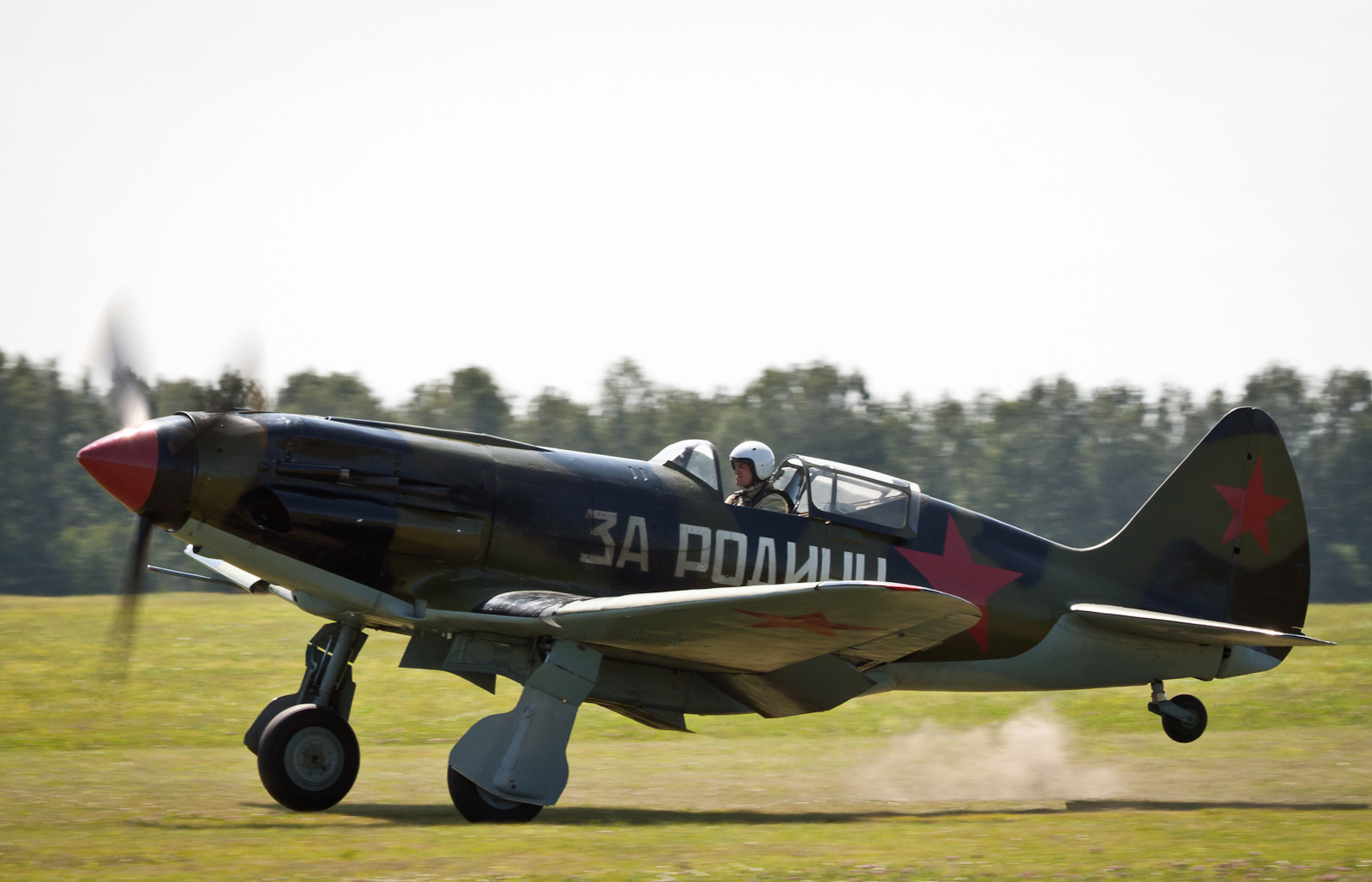
Самолёт МиГ-3 полк освоил при формировании и воевал на них до мая 1943 года.

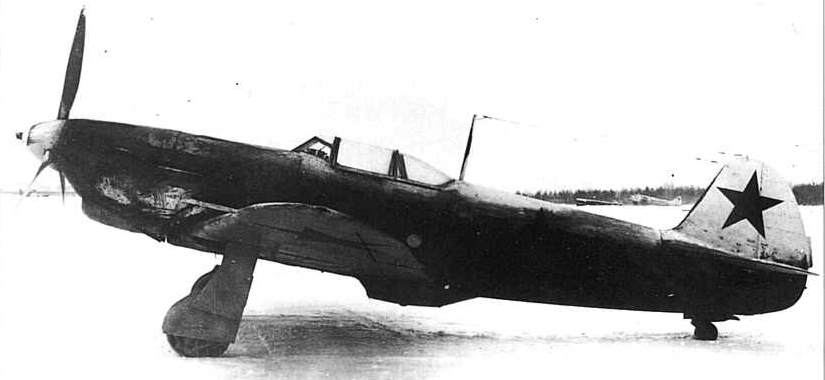
Самолёт Як-1 полк освоил при формировании и воевал на них до мая 1943 года.

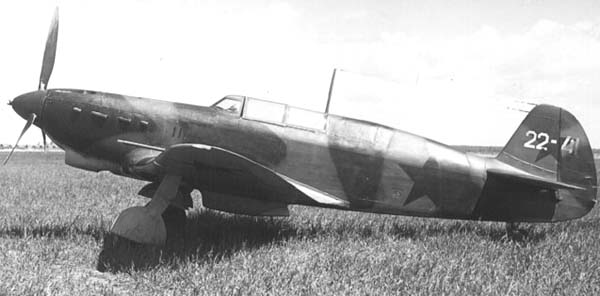
Самолёт Як-7Б пришел на смену МиГ-3 и Як-1 в мае 1943 года. На них полк провоевал до конца войны.

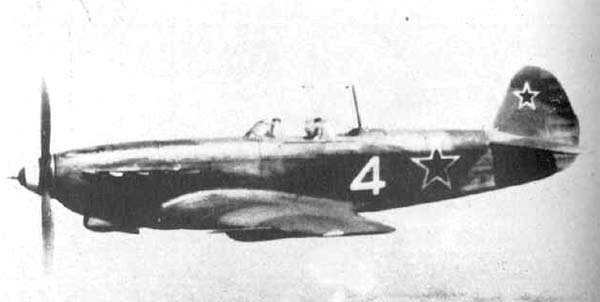
Самолёт Як-9 пришел на смену МиГ-3 и Як-1 в мае 1943 года. На них полк провоевал до конца войны.

## Наименования полка
- 802-й истребительный авиационный полк[1][2];
- 802-й истребительный авиационный полк ПВО[1][2];
- Войсковая часть (полевая почта) 21965[1][2].

## История и боевой путь полка
Полк сформирован в апреле 1942 года на основании директивы Командующего ИА ПВО ТС № 840858сс от 18.03.1942 г. в составе 141-й истребительной авиадивизии ПВО на аэродроме Сызрань Куйбышевской области из состава 11-й и 12-й отдельных авиаэскадрилий ПВО по по штату 15/174 на самолётах Як-1 и МиГ-3.
С 15 августа по 17 декабря 1942 года полк вел боевую работу в составе 141-й истребительной авиадивизии ПВО Куйбышевского района ПВО на самолётах Як-1 и МиГ-3. Дивизия выполняла задачи прикрытия от воздушного противника эвакуированных из Москвы правительственных учреждений, а также промышленных центров в городах Куйбышев, Пенза, Ульяновск, Чапаевск, железнодорожных мостов через реки Волга и Самарка в границах Куйбышевского дивизионного района ПВО Приволжского военного округа.
Первая (и единственная) известная воздушная победа полка в Отечественной войне одержана 4 октября 1942 года: сержант Шутов Николай Фёдорович, пилотируя МиГ-3, в воздушном бою в районе города Сызрань таранным ударом сбил немецкий бомбардировщик Ju-88.
С 12 марта 1943 года полк, оставаясь в составе 141-й истребительной авиадивизии ПВО, перебазировался в Рыбинск Рыбинско-
Ярославский района ПВО, где переучился на английские истребители «Харрикейн». В апреле передал во вновь сформированный 908-й истребительный авиационный полк 11 самолётов МиГ-3, 4 Як-1, 4 ЛаГГ-3, 1 Як-7, 4 УТИ-4 и 1 У-2.

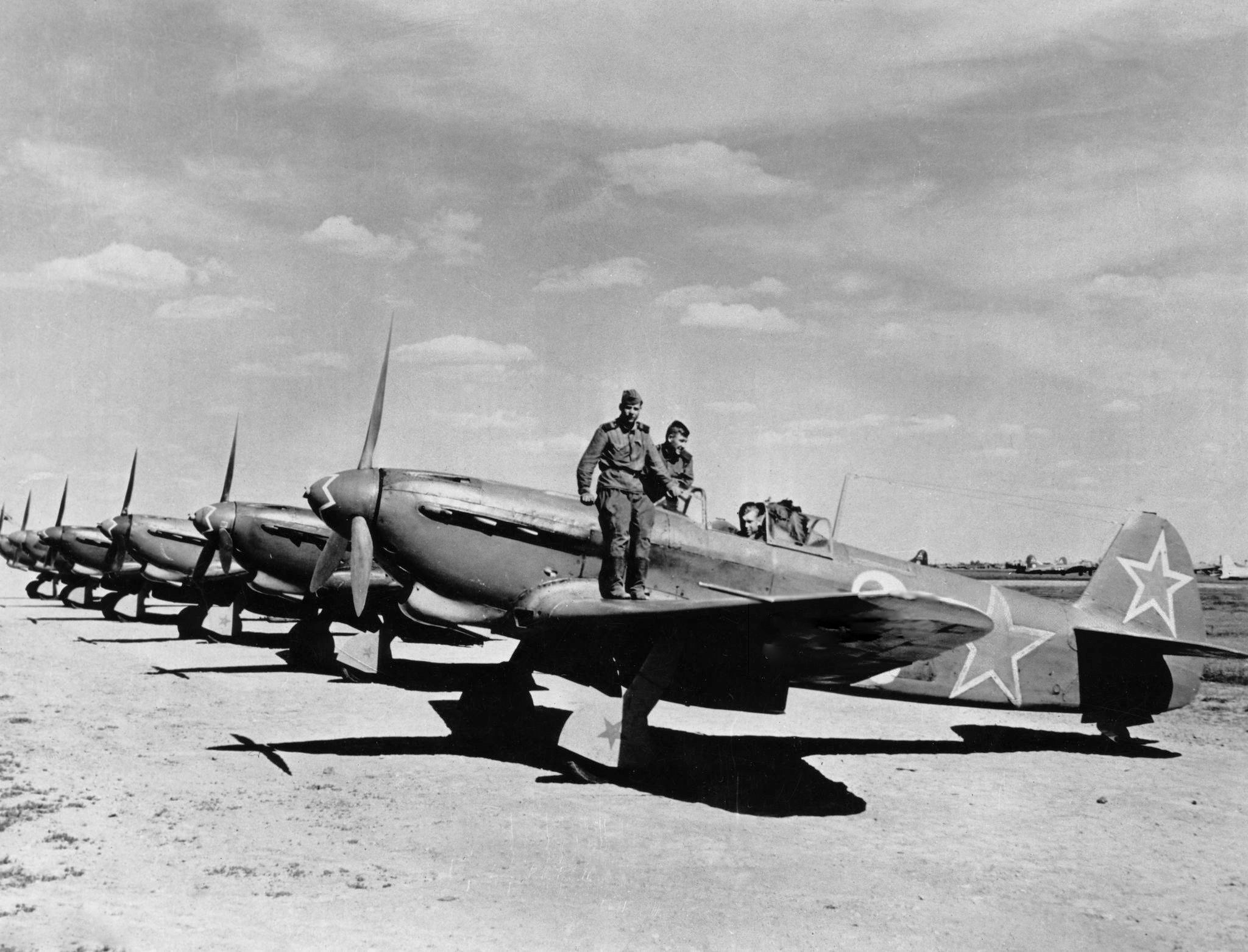
Истребители Як-9Д полка на аэродроме Полтава в июне 1944 года.

10 июня 1943 года полк из 141-й истребительной авиадивизии ПВО передан в состав 310-й истребительной авиадивизии ПВО Харьковского дивизионного района ПВО. При-
ступил к освоению истребителей Як-7б и Як-9. С 14 июня 1943 года полк приступил к боевой работе на самолётах Як-7б и Як-9. Полк базировался в районе Валуйки Харьковского дивизионного района ПВО с задачей прикрытия станций Валуйки, Алексеевка и Уразов, а также прилегающих к ним железнодорожных участков.
До апреля 1944 года полк в составе дивизии входил в Харьковский дивизионный район ПВО (с 16 января 1944 года Харьковский корпусной район ПВО) и действовал в районе Валуйки и Харьков. На заключительном этапе войны выполнял задачи прикрытия Силезского промышленного района.
20 января 1945 года полк из 310-й истребительной авиадивизии ПВО передан в 126-й истребительной авиадивизии ПВО 11-го корпуса ПВО Юго-Западного фронта ПВО. В апреле 1945 года полк в составе 126-й истребительной авиадивизии ПВО передан из 11-го корпуса ПВО в 85-ю дивизию ПВО Юго-Западного фронта ПВО. День Победы 9 мая 1945 года полк встретил на аэродроме города Цвёльфаксинг в Австрии.
Всего в составе действующей армии полк находился: с 15 августа 1942 года по 17 декабря 1942 года и с 14 июня 1943 года по 22 июня 1944 года.
Всего за годы войны полком:
- Сбито самолётов противника — 1 (бомбардировщик)
- Свои потери (боевые):
  - летчиков — 2
  - самолётов — 2

## Командир полка
- подполковник Федорук, 04.1942 — 12.1942
- майор Друсь Александр Иванович (погиб), 12.1942 — 05.09.1943
- майор Халутин Александр Иванович, 09.1943 — 10.1943
- майор Жукотский Владимир Павлович, 10.1943 — 07.1944
- майор Груздев Федор Акимович, 21.07.1944 — 11.1945

## Послевоенная история полка
После войны полк в составе 126-й истребительной авиадивизии ПВО 85-й дивизии ПВО Юго-Западного округа ПВО продолжал выполнять задачи ПВО на самолётах Як-7б. Полк базировался на аэродроме Цвёльфаксинг в Австрии до августа 1945 года, затем перебазировался вместе с дивизией на аэродромный узел Тыргшору-Ноу в Румынии. С 1 февраля полк с дивизией вошли в состав 21-й воздушной истребительной армии ПВО Юго-Западного округа ПВО. Директивой ГШ КА № орг/10/88861сс от 15.12.1945 г., приказом 21 ВИА ПВО № 00240 от 24.01.1946 и приказом командира 126 иад ПВО № 0012 от 26.01.1946 г. 802-й истребительный авиационный полк ПВО расформирован на аэродроме Тыргшору-Ноу. Личный состав и техника переданы в другие полки дивизии.

## Отличившиеся воины полка

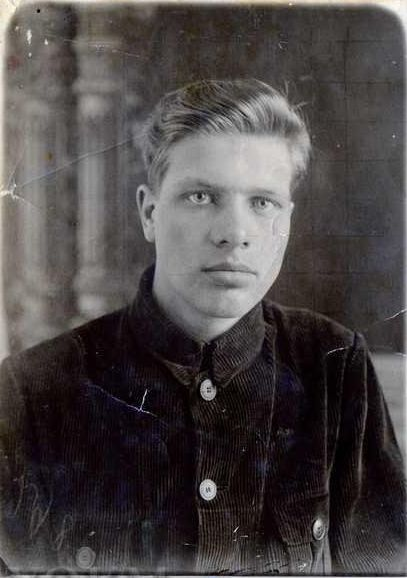
Пилот 2-й эскадрильи сержант Шутов Николай Фёдорович.

- Шутов Николай Фёдорович, сержант, пилот 2-й эскадрильи. Указом Президиума Верховного Совета СССР от 14 февраля 1943 года за образцовое выполнение заданий Командования на фронте борьбы с немецкими захватчиками и проявленные при этом доблесть и мужество награждён Орденом Ленина. Посмертно[6].

## Память
- В память о таране над Сызранью летчика полка Шутова в Баклушинской средней школе открыт музей, посвящённый последнему бою Николая Шутова[7].
- В 1972 году учащимися Баклушинской средней школы собраны средства для строительства памятника Николаю Шутову. 9 мая 1975 года на открытой площадке между Баклушами и Муратовкой был открыт монумент в виде факела[8].
- 22 июня 2007 года в память о подвиге лётчика был установлен обелиск у Александровского моста в Октябрьске. 4 октября 2012 года была открыта мемориальная плита, посвящённая подвигу Шутова, в Сызрани. Ежегодно проходят мероприятия, посвящённые подвигу[7]. В родном селе Николая Шутова в 1975 году его именем была названа улица, а 1 сентября 2005 года открыта мемориальная доска на здании школы.
- Орден Ленина, которым был награждён Шутов, хранится в краеведческом музее Сызрани[7][9]. В Ульяновском областном краеведческом музее хранится остов кресла немецкого пилота со сбитого Шутовым бомбардировщика[10].